# وعرة السريس
وعرة السرّيس قرية فلسطينية مهجّرة، تقع إلى الشرق من مدينة حيفا وتبعد عنها 11 كم وترتفع 25 متراً عن سطح البحر. بلغ عدد سكانها عام 1945 (190) نسمة، احتلها إسرائيل في 16 نيسان 1948.

## احصاءات وحقائق
| إحصاءات وحقائق                       | القيمة                                                          |
| ------------------------------------ | --------------------------------------------------------------- |
| تاريخ الاحتلال                       | 16 نيسان، 1948                                                  |
| البعد من مركز المحافظة               | 11 كم شرق حيفا                                                  |
| متوسط الارتفاع                       | 25 متر                                                          |
| العملية العسكرية التي نفذت ضد البلدة | بعور شومتز                                                      |
| سبب النزوح                           | نتيجة اعتداء مباشر من القوات الصهيونية                          |
| مدى التدمير                          | أغلبية البيوت مدمرة، وعلى الأقل تم اغتصاب بيتين من قبل الصهاينة |
| المدافعون                            | جيش الإنقاذ                                                     |
| التطهير العرقي                       | لقد تم تطهير البلدة عرقياً بالكامل                               |

## التعداد السكاني
| السنة                        | نسمة  |
| ---------------------------- | ----- |
| 1931                         | 1,197 |
| 1945                         | 190   |
| 1948                         | 220   |
| تقدير لتعداد الاجئين في 1998 | 1,354 |

## المستوطنات الصهيونية على اراضي القرية
امتدت مستعمرة كريات أتّا التي أنشئت في عام 1925 وباتت بعض أبنيتها تشمل معظم أراضي القرية. بقي اليوم أربعة منازل مدمرة جزئيا فضلا عن ستة منازل أخرى تقيم عائلات يهودية فيها، وتنمو أشجار البلوط والسرو والتين ونبات الصبار في أنحاء الموقع.